# Michele Continisio
Michele Continisio (Altamura, 4 giugno 1722 – Giovinazzo, 9 maggio 1810) è stato un poeta, storico e vescovo cattolico italiano. Fu particolarmente benvoluto da re Gioacchino Murat, durante il suo periodo sul trono del Regno di Napoli. Fu anche uno studioso di diritto canonico e, in tale veste, fornì supporto a Luca de Samuele Cagnazzi per far "discaricare il Capitolo dal catasto de' beni alienati".

## Incarichi
- Primicerio della Chiesa di San Nicola dei Greci
- Vescovo di Giovinazzo e Terlizzi (1776-1810)

## Onorificenze
- Membro dell'Arcadia Reale di Napoli
- Cavaliere (da re Gioacchino Murat)

## Opere
- Per l'Università, e povere donzelle periclitanti della Terra di Putignano, Napoli, 1763.

## Genealogia episcopale
La genealogia episcopale è:
- Cardinale Scipione Rebiba
- Cardinale Giulio Antonio Santori
- Cardinale Girolamo Bernerio, O.P.
- Arcivescovo Galeazzo Sanvitale
- Cardinale Ludovico Ludovisi
- Cardinale Luigi Caetani
- Cardinale Ulderico Carpegna
- Cardinale Paluzzo Paluzzi Altieri degli Albertoni
- Papa Benedetto XIII
- Papa Benedetto XIV
- Papa Clemente XIII
- Cardinale Francesco Saverio de Zelada
- Vescovo Michele Continisio